# مارسلو گوزمان
مارسلو گوزمان (انگلیسی: Marcelo Guzmán؛ زادهٔ ۱۶ ژانویهٔ ۱۹۸۵) بازیکن فوتبال اهل آرژانتین است.